# Paul Arma
Paul Arma (geboren als Imre Weisshaus 22. Oktober 1905 in Budapest, Österreich-Ungarn; gestorben 28. November 1987 in Paris) war ein französischer Komponist, Musikethnologe und Pianist ungarischer Herkunft.

## Leben
Imre Weisshaus (manche Quellen nennen 1904 anstelle 1905 als Geburtsjahr), studierte von 1921 bis 1924 in Budapest an der Franz-Liszt-Musikakademie bei Béla Bartók und Antal Molnár. 1924 bis 1930 reiste er als Pianist durch Europa und – auf Einladung Henry Cowells – durch die USA. 1925/26 war er Mitglied des Budapester Trios. An amerikanischen Universitäten hielt er außerdem Vorträge über zeitgenössische Musik. 1931 übersiedelte er nach Deutschland, wo sich über Freundschaften mit László Moholy-Nagy und Wassily Kandinsky eine Konzertreihe am Bauhaus in Dessau ergab, dessen musikalische Aktivitäten er daraufhin vorübergehend leitete. In Berlin (dort Assistent von Hanns Eisler), Leipzig u. a. dirigierte er verschiedene kleinere Arbeiterchöre und Orchester. 
Nach der nationalsozialistischen Machtübernahme wurde Weisshaus als Jude und Antifaschist 1933 von der Gestapo verhaftet und einer Scheinhinrichtung unterzogen, seine Manuskripte wurden verbrannt. Ihm gelang die Flucht nach Frankreich, wo er sich in Paris niederließ, den Namen Paul Arma und 1958 die französische Staatsbürgerschaft annahm. 1936 gründete er die Vereinigung Loisirs Musicaux de la Jeunesse und war 1936–1938 Mitglied der Commission Interministérielle des Loisirs de l'Enfance. Während der deutschen Besatzung schloss er sich der Résistance an. Später arbeitete er für die RTF, veröffentlichte 1947 ein Nouveau Dictionnaire de Musique, hielt u. a. Vorträge an der Phonothèque Nationale und lehrte 1951 bis 1960 an der Pariser Universität. 1962 wurde Arma zum Chevalier des Arts et des Lettres ernannt, 1983 Mitglied der Ehrenlegion.

## Werk
Armas 303 mit Opuszahlen versehene Werke umfassen nahezu alle musikalischen Gattungen mit Ausnahme der Oper. Sie zeigen Einflüsse Bartóks sowie folkloristischer Elemente, mit denen er sich in musikethnologischen Forschungen befasst hatte. So zeichnete er in den USA Negro Spirituals auf, widmete sich dem französischen Volkslied und den Gesängen der Résistance. Anfang der 1930er-Jahre entstanden Chöre für die Propagandaarbeit der KPD, später in Frankreich für diejenige der französischen Kommunisten. 1938 komponierte er seine erste Filmmusik, der weitere folgten. Offen für zeitgenössische Strömungen und Experimente – schon um 1930 war ein Werk für Klarinette, Trautonium oder Thereminvox entstanden – schrieb er ab Mitte der 1950er-Jahre auch Elektronische Musik. 74 Partituren Armas, der selbst enge Beziehungen zur Bildenden Kunst unterhielt und eigene plastische Arbeiten schuf, wurden mit eigens geschaffenen Deckblättern befreundeter Maler wie Georges Braque, Pablo Picasso, Henri Matisse oder Marc Chagall illustriert.

## Filmografie (Auswahl)
- 1969: Schimmernde Winde (Fényes szelek)